# Khu bảo tồn thiên nhiên Đồng Sơn - Kỳ Thượng
Khu bảo tồn thiên nhiên Đồng Sơn - Kỳ Thượng là một khu rừng đặc dụng ở tỉnh Quảng Ninh, Việt Nam.

## Tổng quát
Khu bảo tồn thiên nhiên Đồng Sơn - Kỳ Thượng được thành lập theo Quyết định số: 1672/QĐ-UB ngày 22/5/2002 của UBND tỉnh Quảng Ninh với diện tích tự nhiên hiện nay là 15.637,7 ha, nằm trọn trong địa phận 5 xã Đồng Sơn, Kỳ Thượng, Đồng Lâm, Vũ Oai, Hoà Bình sát với đường dông núi cao ranh giới với huyện Ba Chẽ và thành phố Cẩm Phả cho nên khu bảo tồn cao ở phía Tây Bắc và thấp dần về phía Đông Nam.

## Địa lý

### Vị trí
Nằm trong địa phận 5 xã Đồng Sơn, Kỳ Thượng, Đồng Lâm, Vũ Oai, Hoà Bình thuộc thành phố Hạ Long,
- Phía bắc giáp huyện Ba Chẽ, tỉnh Quảng Ninh và huyện Sơn Động, tỉnh Bắc Giang
- Phía đông giáp thành phố Cẩm Phả
- Phía tây và phía nam giáp các xã Thống Nhất, Sơn Dương, Dân Chủ, Tân Dân và phường Hà Khánh, thành phố Hạ Long.

### Địa hình
Khu bảo tồn thiên nhiên Đồng Sơn - Kỳ Thượng nằm trong vùng núi đất, có nhiều đỉnh núi cao, một số đỉnh cao đáng chú ý là đỉnh Thiên Sơn (1090m), dông núi chạy từ khe Ru (826m) qua đèo Kinh (694m), Đồng Trà (889m), Am Váp (1051m) tới đèo Mo (974m) đã chia khu bảo tồn thành hai lưu vực, phía Bắc nước chảy về sông Ba Chẽ, phía Nam nước tập trung chảy về sông Man rồi chảy ra vịnh Hạ Long. Độ cao tuyệt đối không quá cao nhưng độ chênh cao trong vùng khá lớn lên tới hàng ngàn mét. Địa hình trong khu vực bị chia cắt mạnh bởi nhiều dông núi nhỏ và khe suối, độ dốc trung bình 20-25° nhiều nơi có độ dốc 30-40° xen kẽ, đôi chỗ có độ dốc 50-60° rất hiểm trở.

### Khí hậu
Khí hậu ở Khu bảo tồn thiên nhiên Đồng Sơn - Kỳ Thượng tương đối ôn hòa, nhiệt độ không khí trung bình năm 23 °C, lượng mưa trung bình năm 2000-2400mm, độ ẩm trung bình năm là 80%.

## Đa dạng sinh học

### Thảm thực vật
Thảm thực vật ở đây có 2 kiểu chính:
- Rừng kín thường xanh mưa ẩm nhiệt đới núi thấp (phân bố ở độ cao <700 m) là kiểu rừng có phân bố rộng nhất trong khu bảo tồn.
- Rừng kín thường xanh mưa ẩm cây lá rộng á nhiệt đới núi trung bình (phân bố ở độ cao từ 700 m đến 1090 m), diện tích không nhiều khoảng 1.137 ha, chỉ chiếm 5,3% diện tích rừng trong khu bảo tồn và phân bố ở sườn và đỉnh núi đất cao độc lập hoặc sườn, đỉnh các dông núi ranh giới với Ba Chẽ.

Ngoài ra còn có rừng trồng trong khu vực khu bảo tồn thiên nhiên tập trung chủ yếu ở vùng chân, sườn núi thấp, quanh làng xóm (rừng trồng cũ) và trên một số dông núi trọc (trồng mới) các loài cây như: Thông mã vĩ, bạch đàn trắng, keo tai tượng...

### Động vật
Khu bảo tồn hiện có 56 loài thú, trong đó, có 16 nằm trong Sách đỏ của Liên minh Quốc tế Bảo tồn Thiên nhiên và Tài nguyên Thiên nhiên (IUCN); 135 loài chim, có 12 loài nằm trong sách đỏ của IUCN; 31 loài bò sát, có 8 loài nằm trong Sách đỏ của IUCN và 22 loài ếch nhái khác. Đặc biệt, nằm trong hệ động vật phong phú, khu bảo tồn có 2 loài đặc hữu là thằn lằn cá sấu và cá cóc Việt Nam.

### Thực vật
Theo kết quả điều tra đa dạng các loài cây thân gỗ và thân thảo năm 2010 và 2011 do Chi cục Kiểm lâm Quảng Ninh phối hợp cùng Phân viện điều tra quy hoạch rừng Đông bắc bộ và các chuyên gia của trường Đại học Lâm nghiệp cho thấy về thực vật thân gỗ ở khu BTTN Đồng Sơn - Kỳ Thượng đã thống kê được 546 loài thực vật thân gỗ, thuộc 332 chi của 97 họ thực vật khác nhau, thuộc 2 ngành thực vật hạt trần (Pinophyta) và ngành hạt kín (Magnoliophyta), trong đó có 39 loài thực vật quý hiếm được ghi trong sách đỏ Việt Nam, Nghị định số 32/2006/NĐ-CP ngày 30/3/2006 quy định danh mục thực vật rừng, động vật rừng nguy cấp, quý, hiếm và sách đỏ thế giới, có 03 loài có nguy cơ tuyệt chủng cao được xếp trong nhóm IIA của Nghị định 32/2006/NĐ-CP là Lim xanh ( Erythrof loeumfodii), củ bình vôi (Stephania rotunda Lour.) và Vù hương (Cinnamomum balansae Lec.). Thực vật thân thảo ở khu bảo tồn khá phong phú với tổng 617 loài, thuộc 380 chi của 119 họ, trong đó có 14 loài thực vật có nguy cơ bị tuyệt chủng được ghi trong sách đỏ Việt Nam, sách đỏ thế giới và Nghị định 32/2006/NĐ-CP, đặc biệt có 01 loài Cói túi ba mùn (Carex khoii Egor. & Aver.) ở cấp CR (rất nguy cấp), có 04 loài nằm trong nhóm IIA và 01 loài Lan Kim tuyến (Anoectochilus spp.) nằm trong nhóm IA Nghị định số 32/2006/NĐ-CP.